# Арал (Восейський район)
Ара́л (тадж. Арал) — село у складі Хатлонської області Таджикистану. Входить до складу джамоату імені Міралі Махмадалієва Восейського району.
Колишня назва — Заркамар.
Населення — 1823 особи (2010; 1818 в 2009, 844 в 1976).
Національний склад станом на 1976 рік — таджики та узбеки.
В селі діють середня школа та гімназія. Є стадіон.